# Río Hakari
El río Hakari (en azerí: Həkəri çayı; en armenio: Հակարի) es afluente por la izquierda del río Aras en Azerbaiyán.

## Información principal

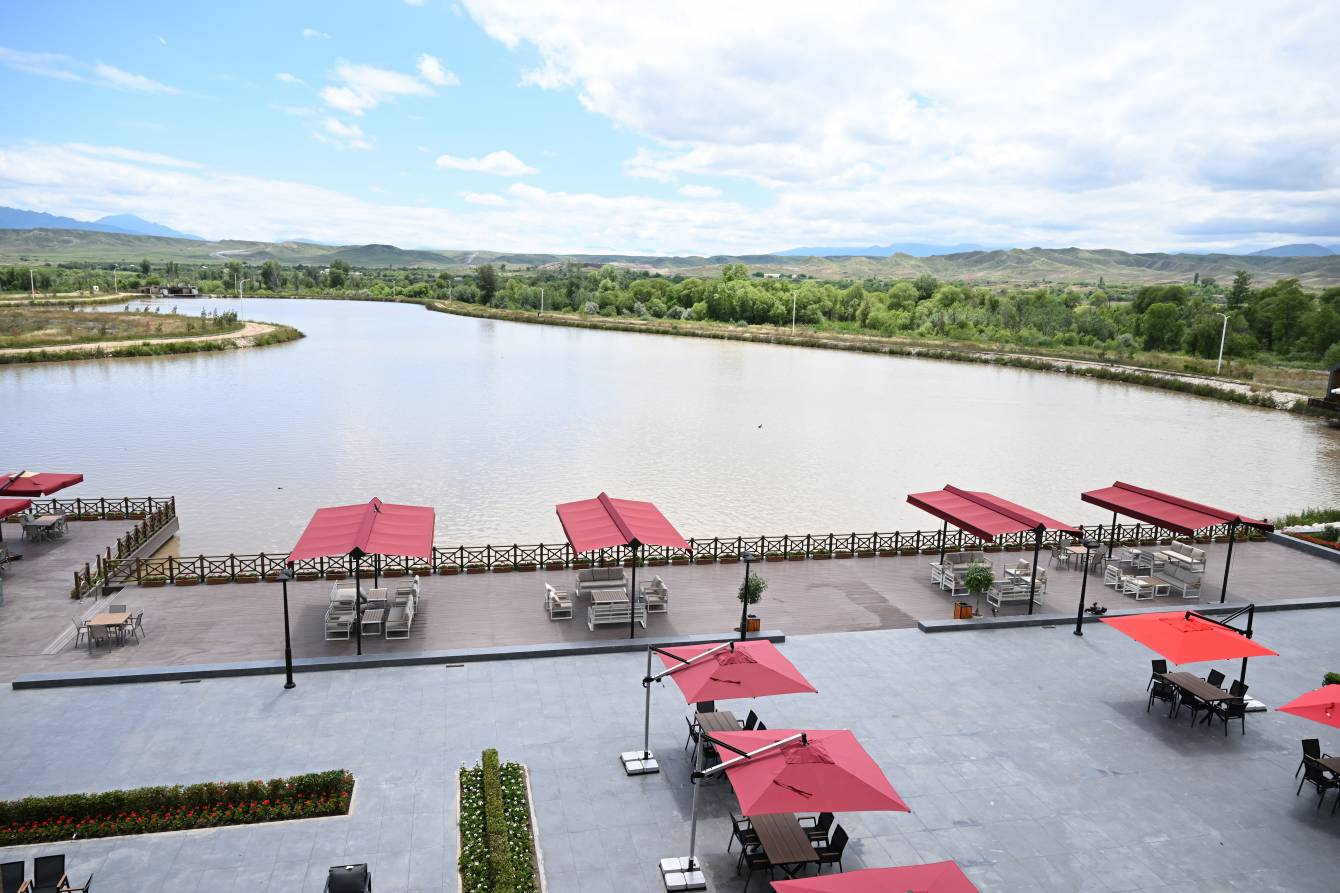
Lago artificial alimentado por las aguas del río Hakari (18 de mayo de 2024)

El río Hakari tiene su origen en raión de Lachín y fluye a través de Gubadli y Zangilán. Su longitud es de 113 kilómetros. El río Zabuj es una rama más grande del río Hakari. El río Bargushad (también llamada Bazarchay o Vorotán), que tiene su origen en el raión de Kalbayar, atraviesa el territorio de Armenia y luego desemboca en el río Hakari en el raión de Gubadli y después en el río Aras en el territorio del raión de Zangilán. Cada río tiene gran importancia para el riego de cultivos en los rayones de Yabrayil, Aghdam y Fuzuli.

## Central Hidroeléctrica en Gulebird
El 14 de febrero de 2021, el presidente de Azerbaiyán, Ilham Alíyev, visitó a los distritos de Fuzuli, Zangilán, Lachín y Yabrayil. Durante su visita Ilham Aliyev asistió a la inauguración de la central hidroeléctrica Gulabird de 8 megavatios en el río Hakari. Las áreas liberadas han sido declaradas zonas de energía verde, con gran potencial de energía renovable. La central hidroeléctrica Gulabird desempeñará un importante papel en el suministro de electricidad de una población aproximadamente de 7000 personas.